# 6078 Барт
6078 Барт (6078 Burt) — астероїд головного поясу, відкритий 10 жовтня 1980 року.
Тіссеранів параметр щодо Юпітера — 3,286.